# Отишани
Отишани (мкд. Отишани) су насељено место у Северној Македонији, у крајње западном делу државе. Отишани припадају општини Дебар.

## Географија
Насеље Отишани је смештено у крајњем западном делу Северне Македоније, на самој граници са Албанијом (1 km западно). Од најближег већег града, Дебра, насеље је удаљено 10 km јужно.
Отишани су једно од два села која се налазе у македонском делу историјској области Голо Брдо, док се већи део области налази у Албанији. Село је смештено на северним падинама планине Јабланице. Јужно од насеља се налази главно било планине, док се источно тло спушта у долину Црног Дрима, која је у ово делу преграђена, па је ту образовано вештачко Дебарско језеро. Надморска висина насеља је приближно 620 метара.
Клима у насељу је планинска због знатне надморске висине.

## Становништво
По попису становништва из 2002. године Отишани су имали 530 становника.
Претежно становништво у насељу су ентички Македонци (57%), док су у мањини Турци (Торбеши) (32%) и Албанци (9%).
Већинска вероисповест у насељу је ислам.